# Game of Thrones/Staffel 2
Die zweite Staffel der US-amerikanischen Fernsehserie Game of Thrones wurde 2012 erstmals im Fernsehen ausgestrahlt, beim US-Sender HBO. Der deutsche Sender Sky Atlantic HD übernahm 2012 die deutschsprachige Erstausstrahlung.

## Handlung
Die Erstausstrahlung der zweiten Staffel war vom 1. April bis zum 3. Juni 2012 auf dem US-amerikanischen Kabelsender HBO zu sehen. Die deutschsprachige Erstausstrahlung sendete der Pay-TV-Sender Sky Atlantic HD vom 23. Mai bis zum 26. Juli 2012.
| Nr. (ges.) | Nr. (St.) | Deutscher Titel                   | Originaltitel              | Erstausstrahlung USA | Deutschsprachige Erstausstrahlung (D) | Regie          | Drehbuch                    | Zuschauer (USA) | Länge      |
| --- | --------- | --------------------------------- | -------------------------- | -------------------- | ------------------------------------- | -------------- | --------------------------- | --------------- | ---------- |
| 11 | 1         | Der Norden vergisst nicht         | The North Remembers        | 1. Apr. 2012         | 23. Mai 2012                          | Alan Taylor    | David Benioff & D. B. Weiss | 3,86 Mio.       | 52 Minuten |
| Die zweite Staffel schließt an das Ende der ersten Staffel an. In Königsmund übt der neue König Joffrey eine Schreckensherrschaft aus und hält Sansa Stark weiter als Geisel fest. Er lässt Ritter gegeneinander antreten. Als Ser Dontos betrunken erscheint, will er ihn zunächst töten lassen, begnügt sich aber schließlich damit, ihn zum Narren zu ernennen. Tyrion Lennister erreicht mit Bronn und seinen Stammeskriegern die Hauptstadt und nimmt seine Position als Vertreter seines Vaters Tywin, der Hand des Königs, ein. Tyrion übernimmt damit faktisch die Regierungsgeschäfte im Kronrat, was Cersei, Joffreys Mutter und Regentin, notgedrungen akzeptieren muss. Der langjährige Sommer wurde von den Maestern der Zitadelle offiziell für beendet erklärt. Die meisten der Bastardsöhne Roberts werden von der Stadtwache getötet. Vom Schmied, bei dem Gendry – ein weiterer Bastard – gearbeitet hat, erfahren sie, dass er sich der Nachtwache angeschlossen hat und auf dem Weg nach Norden ist. Cersei beauftragt Petyr Baelish, nach Arya zu suchen, um sie als Geisel zurückzugewinnen. In den Flusslanden hat währenddessen Robb Stark, nach fast 300 Jahren erster König des Nordens, seine Macht gefestigt. Er hält Jaime Lennister als Geisel in seinem Heereslager. Robb bietet den Lennisters Frieden an, wenn sie seine gefangenen Schwestern freilassen (von der Flucht Aryas ahnt niemand etwas), die Gebeine seines Vaters und seiner Männer überführen und alle Ansprüche auf das nun unabhängige Königreich des Nordens aufgeben. Mit diesem Angebot schickt er einen der gefangenen Lennisters in die Hauptstadt. Tyrion ist es gelungen, die Prostituierte Shae in seine Quartiere zu schmuggeln, obwohl sein Vater dies ausdrücklich verboten hatte. Theon Graufreud möchte seinen Vater als Verbündeten für Robb gewinnen. Catelyn ist jedoch skeptisch bezüglich der Vertrauenswürdigkeit der Graufreuds. Robb schickt seine Mutter zu Renley Baratheon, um mit ihm zu verhandeln, da sich die beiden aus ihrer Jugend kennen. Bran hält in Winterfell Hof, unterstützt von Maester Luwin, und hat erneut Träume, in denen er ein Wolf ist. Auf der Insel Drachenstein bereitet sich Stannis Baratheon, beraten von der mysteriösen Melisandre von Asshai, darauf vor, seinen Anspruch auf den Eisernen Thron durchzusetzen. Er konvertiert zum Glauben Melisandres an den Feuergott und lässt öffentlich verbreiten, dass der Vater von Cerseis Kindern Jaime ist. Ein großer Teil seiner Truppen hat sich jedoch für Stannis’ jüngeren Bruder Renly entschieden, der sich selbst als König bezeichnet und von den Tyrells unterstützt wird. Im hohen Norden unternimmt die Nachtwache eine Expedition in das Gebiet nördlich der Mauer und erreicht das Haus des Wildlings Craster. Er lebt alleine mit seinen Töchtern, die er heiratet und neue Nachkommen mit ihnen zeugt. Was mit seinen Söhnen passiert, ist unklar. Craster informiert den Kommandanten Mormont darüber, dass viele Wildlinge Richtung Norden ziehen, um sich Manke Rayder anzuschließen, dem „König jenseits der Mauer“. Er will laut Craster mit seiner Armee zur Mauer marschieren. Auf dem Kontinent Essos durchquert Daenerys Targaryen, die sich nun um drei winzige Drachen kümmert, mit nur wenigen Anhängern eine große Wüste, um einen sicheren Ort zu erreichen. |           |                                   |                            |                      |                                       |                |                             |                 |            |
| 12 | 2         | Die Länder der Nacht              | The Night Lands            | 8. Apr. 2012         | 31. Mai 2012                          | Alan Taylor    | David Benioff & D. B. Weiss | 3,76 Mio.       | 54 Minuten |
| Arya Stark befindet sich mit einer Gruppe von Rekruten für die Nachtwache auf der Königsstraße Richtung Norden, während die Stadtwache nach Gendry sucht. Sie gibt sich als Junge mit Namen Arry aus; nur Gendry offenbart sie ihre wahre Identität. Teil der Gruppe sind auch drei Gefangene, zwei unhöfliche Raufbolde und Jaqen H'ghar, der von sich und anderen nur in der dritten Person redet. So bittet er „einen Jungen“ (Arry/Arya), „einem Mann“ (ihm) Wasser zu reichen. Robb Starks Forderungen an die Krone werden übermittelt. Cersei zerreißt den Brief; auf Drängen Tyrions werden aber die Gebeine Ned Starks als Zeichen ihres guten Willens übersandt. Gleichzeitig bittet die Nachtwache in Königsmund um Unterstützung – die Cersei ebenfalls verweigert. Kommandant Mormont berichtet von dem Angriff des Untoten, was Cersei als Märchen abtut, während Tyrion, der Mormont persönlich kennt, ihm glaubt. Die Berichte über Manke Rayder und seine Wildlingsarmee sind ebenfalls beim Rat eingetroffen. Tyrion konfrontiert Cersei mit Gerüchten darüber, dass sie den Tod von Roberts Bastarden befohlen habe. Sie werde beim Volk unbeliebter, und es drohten Aufstände. Ihr dagegen ist das Volk egal. Cersei wirft Tyrion vor, am Tod ihrer gemeinsamen Mutter schuld zu sein, da sie bei seiner Geburt gestorben ist. Varys spricht mit Shae und bringt in Erfahrung, dass Tyrion Shaes Anwesenheit gegenüber seinem Vater geheim halten will. Varys deutet an, er habe nun ein Druckmittel, doch Tyrion entgegnet, er lasse sich nicht von versteckten Drohungen einschüchtern. Beim festlichen Abendmahl wird Janos Slynt, der bei der Ermordung der Bastarde Roberts König Joffreys Befehle befolgte, von Tyrion entlassen und zur Nachtwache abkommandiert. Slynt habe die letzte Hand des Königs verraten sowie unschuldige Kinder getötet (die Bastardkinder Roberts), weshalb Tyrion ihm nicht vertraut. Neuer Kommandant wird Bronn. Theon Graufreud kehrt nach neun Jahren als Mündel der Starks wieder nach Peik zurück. Dort trifft er seine Schwester Asha (in den Büchern ebenfalls „Asha“, in der englischen TV-Originalfassung jedoch „Yara“) und unterbreitet seinem Vater Balon Graufreud ein Angebot Robb Starks; Balon lehnt dieses aber ab und verfolgt eigene Pläne. Stannis Baratheons rechte Hand Davos, der Zwiebelritter, überzeugt den mit ihm bekannten Piraten Salladhor Saan, sich Stannis gegen Joffrey anzuschließen und 30 Schiffe zu stellen. Melisandre bewegt Stannis außerdem dazu, sich ganz ihrem Gott anzuvertrauen und einen außerehelichen Sohn mit ihr zu zeugen. In Essos befindet sich Daenerys Targaryen immer noch in der Wüste. Sie erhält eine warnende Botschaft von einem Khal, der die geköpfte Leiche eines ihrer Blutreiter zurückschickt. Jenseits der Mauer haben die Männer der Nachtwache bei Craster Unterkunft gefunden. Sam freundet sich mit Crasters Tochter Goldy an (die in der englischsprachigen Fassung der Episode Giddy heißt). Sie ist schwanger und möchte die Nachtwache begleiten, da sie Angst um ihr Kind hat, falls dieses ein Junge wird. Warum genau, bleibt aber auch auf Nachfrage Jons unklar. Nachts macht Jon vor Crasters Baracken eine unheimliche Entdeckung: Craster setzt seinen Sohn im Wald aus, der von einer nicht näher erkennbaren Gestalt geholt wird. Craster entdeckt Jon und schlägt ihn bewusstlos. |           |                                   |                            |                      |                                       |                |                             |                 |            |
| 13 | 3         | Was tot ist, kann niemals sterben | What Is Dead May Never Die | 15. Apr. 2012        | 7. Juni 2012                          | Alik Sakharov  | Bryan Cogman                | 3,77 Mio.       | 55 Minuten |
| In Königsmund sorgt Tyrion Lennister dafür, dass seine Geliebte Shae in Sicherheit ist und nun als Dienstmädchen für Sansa Stark arbeitet, die unter ihrer Geiselhaft am Hof leidet. Tyrion festigt am Hof seine Stellung. Er spielt die Mitglieder des Kronrats (Varys, Petyr Baelish und Pycelle) gegeneinander aus: Pycelle erläutert er, dass er Prinzessin Myrcella mit dem Prinzen von Dorne verheiraten will; Petyr Baelish erzählt er, dass er Myrcella mit Robin Arryn von Hohenehr, dem Sohn von Lysa Arryn, verheiraten will und Varys erklärt er, er wolle sie mit Theon Graufreud verheiraten. Jedem der drei versichert er nachdrücklich, Cersei dürfe von diesen Plänen nichts erfahren. Als sie ihm später vorwirft, dass er Myrcella nach Dorne schicken wolle, ist klar, dass Pycelle geredet hat. Tyrion lässt ihm von Bronn den Bart stutzen und ihn in den Kerker werfen. Des Weiteren arrangiert Tyrion tatsächlich eine Heirat von Prinzessin Myrcella mit einem Mitglied des Hauses Martell, das über Dorne im Süden herrscht und den Lennisters eher feindselig gesinnt ist. Petyr Baelish beschwert sich über die Täuschung Tyrions und erhält die Aufgabe, mit Catelyn Stark über einen Austausch der Geiseln zu verhandeln. In Winterfell hat Bran Stark wieder seltsame Träume, in denen er ein Wolf ist und die ihm niemand erklären kann. Bran erwähnt alte Geschichten von Personen, die den Geist von Tieren beherrschen konnten, was Maester Luwin aber nur für Geschichten hält, ebenso wie die Berichte über Drachen, Riesen und die Kinder des Waldes. In der Zwischenzeit erreicht Catelyn Stark als Gesandte Robbs das Lager König Renly Baratheons, der 100.000 Mann aus der Weite und den Sturmlanden vor Königsmund versammelt hat. Sie wird freundlich, aber recht kühl empfangen und lernt Brienne von Tarth kennen, die in der Königsgarde Renlys dient und sogar Loras Tyrell im Kampf besiegen konnte. Renlys Homosexualität wird von seiner neuen Frau Margaery Tyrell, der Schwester von Loras, erkannt. Sie äußert Verständnis, drängt ihn aber, einen Erben zu zeugen, damit seine Stellung als König gefestigt ist. Auf der Königsstraße werden Arya Stark und die Rekruten der Nachtwache von Lennister-Soldaten überfallen. Yoren wird getötet und die Überlebenden werden gefangengenommen. Polliver, einer der Soldaten, tötet einen verwundeten Jungen mit dem Schwert, das er Arya abgenommen hat. Auf die Frage des Lennister-Kommandanten, wer von den Gefangenen Gendry sei, zeigt Arya auf den getöteten Jungen, während Gendry neben ihr steht. Da der Tote Gendrys markanten Stierkopf-Helm bei sich trägt, glauben die Lennisters die Lüge. Auf den Eiseninseln offenbart Balon Graufreud seinen Plan, die Thronkämpfe zu nutzen, um in den Norden einzufallen, wo kaum noch Truppen stehen. Theon ist im Zwiespalt zwischen seiner Familie und seiner Loyalität Robb Stark gegenüber. Er entschließt sich letztendlich, seinem Vater zu dienen, und erhält ein Schiff, mit dem er Fischerdörfer überfallen soll, während seiner Schwester Asha das Kommando über 30 Schiffe gewährt wird, mit denen sie die Küste im Norden erobern soll. Theon lässt sich im Namen des Ertrunkenen Gottes taufen, der auf den Eiseninseln verehrt wird. Im Land jenseits der Mauer berichtet Jon dem Lord-Kommandanten Mormont, dass Craster die neugeborenen Jungen im Wald opfert, was Mormont aber bekannt war. Jon wird von ihm angewiesen, Craster in Ruhe zu lassen, da man seine Hilfe benötige. Sam freundet sich weiter mit Goldy an und überreicht ihr einen Fingerhut seiner Mutter, das einzige, was Sam von seiner Mutter geblieben ist. |           |                                   |                            |                      |                                       |                |                             |                 |            |
| 14 | 4         | Der Garten der Knochen            | Garden of Bones            | 22. Apr. 2012        | 14. Juni 2012                         | David Petrarca | Vanessa Taylor              | 3,65 Mio.       | 51 Minuten |
| Robb Stark hat eine weitere kleine Truppe der Lennisters geschlagen. Lord Roose Bolton empfiehlt ihm, Gefangene zum Erhalt von Informationen zu foltern, was Robb jedoch strikt ablehnt. Auf dem Schlachtfeld lernt er eine junge Frau namens Talisa kennen, die sich um die Verwundeten beider Seiten kümmert und ihn für die Grausamkeiten dort verantwortlich macht. In Königsmund ist Joffrey außer sich vor Wut, als er von den Siegen Robbs erfährt. Er lässt Sansa Stark öffentlich schlagen, was Tyrion Lennister beendet. Cersei schickt Lancel zu Tyrion und fordert von ihm die Freilassung Pycelles. Tyrion hingegen lässt Lancel Lennister wissen, dass er von dessen Affäre mit Cersei weiß; Lancel soll diese nun für ihn ausspionieren, da er sein Wissen sonst Joffrey mitteilen wird, der Lancel dafür hinrichten lassen würde. Pycelle wird freigelassen, darf aber nicht mehr im Rat erscheinen. In den Sturmlanden trifft Petyr Baelish bei Renly Baratheon ein und täuscht vor, sein Verbündeter am Hofe zu sein. Dort trifft er auf seine Jugendliebe Catelyn, der er vormacht, die Lennisters hätten noch beide Stark-Mädchen als Geiseln und würden sie gegen Jaime austauschen. Er überlässt ihr die sterblichen Überreste von Eddard. Arya Stark, Gendry und die anderen überlebenden Rekruten werden nach Harrenhal gebracht, wo Ser Gregor Clegane Gefangene systematisch foltern und nach der „Bruderschaft“ befragen lässt. Vor dem Einschlafen murmelt Arya die Namen der Personen, die sie noch töten will: Polliver, der ihr Schwert geraubt hat und ihren Reisegefährten tötete; König Joffrey, der ihren Vater hinrichten ließ; Cersei; Sandor Clegane, den Bluthund, der den Metzgerjungen zu Tode hetzte, sowie Illyn Pain, den Henker, der ihren Vater tötete. Tywin Lennister trifft schließlich ebenfalls dort ein, beendet die Folterungen und macht Arya zu seinem Dienstmädchen, während Gendry als Schmied arbeitet. Stannis und Renly treffen aufeinander. Renly lehnt es ab, sich seinem älteren Bruder zu unterwerfen, da er über mehr Truppen als Stannis verfügt. In Essos erreicht Daenerys die große Handelsstadt Qarth, die in der Wüste liegt, wo man begierig darauf ist, ihre Drachen zu sehen. Als sich Daenerys weigert und erst die Stadt betreten will, verweigert man ihr zunächst den Zugang und droht, sie und ihre Leute im „Garten der Knochen“ – wie der Bereich vor Quarth wegen der Knochen der dort Verstorbenen genannt wird – verhungern zu lassen. Xaro Xhoan Daxos, einer der führenden Männer der Stadt, setzt sich jedoch erfolgreich für sie ein. In der Nacht bringt Davos Melisandre, die offenbar schwanger ist, in die Nähe von Renly. Sie bekommt plötzlich Wehen, doch statt eines Kindes kommt ein Dämon zur Welt, der aus Rauch zu bestehen scheint. |           |                                   |                            |                      |                                       |                |                             |                 |            |
| 15 | 5         | Der Geist von Harrenhal           | The Ghost of Harrenhal     | 29. Apr. 2012        | 21. Juni 2012                         | David Petrarca | David Benioff & D. B. Weiss | 3,90 Mio.       | 54 Minuten |
| Renly Baratheon wird von Melisandres Schattendämon in seinem Zelt getötet, als außer ihm nur Catelyn und Brienne anwesend sind. Beide fliehen zusammen aus dem Lager, da sie für die Attentäter gehalten werden. Brienne schwört Catelyn die Treue. Sie ist sich sicher, dass der Dämon die Gestalt von Stannis hatte und will Renly rächen. Beide brechen zu Robbs Heereslager auf. Die Tyrells fliehen auf Rat von Baelish, während sich der Großteil von Renlys Armee nun Stannis anschließt. Ser Davos scheitert mit dem Versuch, Stannis auf Melisandres Tat anzusprechen; Stannis will nicht darüber sprechen. Er ist jedoch einverstanden, Melisandre nicht beim Angriff auf die Hauptstadt mitzunehmen, da dies Davos zufolge als ihr Sieg und nicht als seiner gelten würde. Stannis ernennt Davos außerdem zum Oberbefehlshaber über seine gesamte Flotte. In Königsmund trifft man Vorbereitungen zur Verteidigung, da es nur eine Frage der Zeit ist, bis die Baratheon-Armee unter Stannis eintrifft. Er hat mehr Schiffe, Infanterie und Pferde als die Verteidiger. Cersei erwähnt, dass Joffrey die Verteidigung der Stadt plant, will aber keine Details nennen. Von Lancel erfährt Tyrion, dass Cersei zur Verteidigung Seefeuer, eine Art griechisches Feuer, einsetzen will, das mittels Katapulten auf die Schiffe geschleudert werden soll. Tyrion besucht die Pyromanten, die es herstellen, und befiehlt ihnen, ab sofort das Seefeuer nicht mehr für Cersei, sondern für ihn herzustellen. In der Hauptstadt wächst zudem die Unruhe in der Bevölkerung, zumal Joffrey offenbar sehr unbeliebt ist. Ihm und seiner Familie werden unter anderem Inzest und Korruption vorgeworfen. Theon plant sein Vorgehen im Norden gegen die Starks. Er möchte Torrhenschanze, eine auf dem Wasserweg erreichbare Burg tief im Landesinneren, angreifen und erobern in der Hoffnung, dass aus Winterfell Truppen als Entsatz abgezogen werden. Winterfell erreichen bald darauf Berichte von Angreifern, die in das Königreich des Nordens einfallen. Von Bran werden tatsächlich 200 Mann Verstärkung geschickt, womit Winterfell vollkommen schutzlos zurückbleibt. Später hat Bran einen Traum, in dem das Meer Winterfell erreicht, überflutet und viele Bewohner tötet. In Harrenhal ist Tywin Lennister frustriert über die Entwicklung des Krieges gegen Robb Stark. Gendry arbeitet als Schmied für die Lennisters. Jaqen H’ghar hat sich ebenfalls den Lennisters angeschlossen. Er erklärt Arya aber, dass er in ihrer Schuld stehe und drei Morde für sie begehen würde. Sie akzeptiert und benennt als Ersten den „Kitzler“, den Folterknecht. Kurz darauf stürzt dieser von einer hohen Mauer und stirbt. Die Nachtwache ist inzwischen in vollkommen verschneite Gegenden vorgedrungen, in der sich auch die „Faust der ersten Menschen“ befindet, der Ort, an dem vor Jahrtausenden die ersten Menschen Westeros betreten haben sollen. Im Land nördlich der Mauer erfahren die Männer, dass der „König jenseits der Mauer“, Manke Rayder, inzwischen sämtliche Wildlinge versammelt hat. Der erfahrene Grenzer Qhorin, genannt Halbhand, will sich an eine kleine Gruppe Späher anschleichen und diese töten, ohne dass das Hauptlager der Wildlinge benachrichtigt wird. Jon schließt sich ihm an. In Essos genießt währenddessen Daenerys die Annehmlichkeiten der Stadt Qarth. Sie ist weiterhin fest dazu entschlossen, den Eisernen Thron zurückzugewinnen, und die Zeit dafür scheint günstig zu sein. Ein Stadtrat und angeblicher Magier stellt sich Daenerys vor und lädt sie ein, ihn im „Haus der Unsterblichen“ zu besuchen. Eine maskierte Frau, die offenbar Jorah Mormont genau kennt, warnt diesen, dass Daenerys in Gefahr ist. Er solle gut auf sie aufpassen. Xaro Xhoan Daxos unterbreitet Daenerys ein interessantes Angebot: Sie solle ihn heiraten und er werde ihr dafür die nötigen Mittel für die Rückeroberung von Westeros beschaffen. Sie erfährt von ihm, dass Robert Baratheon gestorben ist, wodurch der Zeitpunkt günstig wäre. Jorah Mormont rät von der Heirat ab, erklärt ihr, dass er sie für die ideale Herrscherin halte, und verspricht, ein Schiff zu besorgen, um nach Westeros zu segeln. |           |                                   |                            |                      |                                       |                |                             |                 |            |
| 16 | 6         | Alte und neue Götter              | The Old Gods and the New   | 6. Mai 2012          | 28. Juni 2012                         | David Nutter   | Vanessa Taylor              | 3,88 Mio.       | 54 Minuten |
| Theon Graufreud gelingt es, Winterfell zu erobern und Bran sowie Rickon als Geiseln zu nehmen. Er zwingt Bran, ihn zum Lord von Winterfell zu erklären, und tötet Ser Rodrik Cassel. Außerdem lässt er Nachrichten an seinen Vater auf Pyke und seine Schwester in Tiefwald Motte schicken, um Winterfell verteidigen zu können. Maester Luwin gelingt es jedoch noch, einen Raben mit der Nachricht des Angriffes loszuschicken. Osha schläft mit „Prinz“ Theon, wie dieser sich nun nennt, und erhält dafür ihre Freiheit. Ihr gelingt es schließlich, mit Bran, Rickon, Hodor und den beiden Wölfen aus der Festung zu fliehen. Robb Stark entwickelt Gefühle für Talisa, doch Catelyn, die zusammen mit Brienne im Heereslager eingetroffen ist, erinnert ihn an sein Versprechen, eine Frey zu heiraten. Als ihn die Nachricht von Winterfells Fall erreicht, ist er außer sich vor Wut über Theons Verrat. Roose Bolton schickt seinen Bastardsohn, um Winterfell zurückzuerobern, während Robb mit der Hauptstreitmacht weiter die Lennisters angreift. In Königsmund wird Myrcella auf ein Schiff Richtung Dorne gebracht, wo sie vermählt werden soll. Cersei fällt der Abschied von ihrer geliebten Tochter sehr schwer. Aus ihrer Sicht hat Tyrion ihr Myrcella weggenommen. Cersei droht daher Tyrion, dass er auch eines Tages einen geliebten Menschen verlieren werde. Joffrey wird immer unbeliebter, und es brechen Unruhen aus, da das Volk hungert. Als Joffrey mit Mist beworfen wird, will er die Menge hinrichten lassen, muss aber vor dem wütenden Mob flüchten. Sandor Clegane kann Sansa im letzten Moment vor einer Vergewaltigung bewahren. Der Konflikt zwischen Joffrey und Tyrion spitzt sich weiter zu. In Harrenhal besucht Petyr Baelish Tywin Lennister, um das weitere Vorgehen zu besprechen. Baelish schlägt vor, die Tyrells auf ihre Seite zu ziehen. Da Loras Tyrell sich für Renlys Tod an Stannis rächen möchte, haben sie einen gemeinsamen Feind. Arya liest einen noch nicht abgesandten Brief Tywins an Streitkräfte der Lennisters, der nahelegt, dass Tywin mit seinen Truppen diese gegen Robb unterstützen wird. Arya wird dabei von einem Soldaten ertappt; Arya bittet daher Jaqen, diesen Mann als ihren zweiten Wunsch zu töten. Dieser kann seinen Auftrag ausführen, unmittelbar bevor der Soldat Tywin berichten kann. Im Land jenseits der Mauer machen Qhorins Männer eine kleine Gruppe Wildlinge nieder, wobei Jon eine junge Wildlingsfrau namens Ygritte töten soll, sich dazu aber nicht überwinden kann. Als sie flüchtet, kann Jon sie wieder einfangen. Er kann jedoch seine Gruppe nicht wiederfinden, sodass beide in der Wildnis übernachten müssen. In Qarth gelingt es Daenerys nicht, Schiffe für die Überfahrt nach Westeros zu beschaffen. Sie findet anschließend mehrere ihrer Leute tot vor, und die Drachen sind gestohlen worden. |           |                                   |                            |                      |                                       |                |                             |                 |            |
| 17 | 7         | Ein Mann ohne Ehre                | A Man Without Honor        | 13. Mai 2012         | 5. Juli 2012                          | David Nutter   | David Benioff & D. B. Weiss | 3,69 Mio.       | 55 Minuten |
| In Königsmund ist Sansa Stark weiterhin verzweifelt bemüht, Haltung zu bewahren. Ihre Menstruation setzt ein, und sie befürchtet, bald mit Joffrey das Bett teilen zu müssen. Cersei führt ein Gespräch mit Sansa und erklärt ihr, dass man umso schwächer werde, je mehr Menschen man liebe. Sansa solle sich mit ihrem Schicksal abfinden. Tyrion und Cersei diskutieren über den bevorstehenden Angriff von Stannis, und Cersei gesteht, von Joffrey enttäuscht zu sein. Robb Stark erhält die Nachricht von Ser Alton, einem Lennister, dass Cersei seine Bedingungen ablehnt. Da alle Pferche belegt sind, wird Alton im Pferch von Jaime untergebracht und von Lord Karstarks Sohn bewacht. Robb nimmt Talisa zu Verhandlungen auf einer nahen Burg mit, damit sie dort neue Medikamente besorgen kann. Währenddessen führt im Lager der Starks der gefangene Jaime ein Gespräch mit seinem Cousin Alton. Jaime tötet ihn und Karstarks Sohn und versucht zu fliehen, kommt aber nicht weit. Karstark will ihn töten, doch Catelyn hält ihn davon ab. Als die Stimmung im Heer immer schlechter wird und sich voraussichtlich bald ein Mob bilden wird, der Jaime tötet, stellt sie ihn zur Rede. In Harrenhal glaubt Tywin, dass das Attentat auf Ser Lorch ihm galt und von der namenlosen Bruderschaft ausgeführt wurde. Da die Bauern nicht preisgeben wollen, wo sie ihr Versteck haben, beauftragt Tywin den Berg damit, ihre Dörfer niederzubrennen. Er erkennt außerdem, dass seine Dienerin Arya, deren wahre Identität er nicht kennt, mehr ist, als sie zu sein scheint. In Winterfell ist Theon wütend, als er die Flucht Brans und Rickons bemerkt. Er hetzt ihnen mit Hunden hinterher, verliert aber die Spur. Bran, Rickon, Osha und Hodor verstecken sich auf dem Bauernhof, zu dem Bran vormals zwei Waisenkinder als Unterstützung für den Bauern entsandte. Als Theon nach Winterfell zurückkehrt, das er um jeden Preis halten will, zeigt er öffentlich die verkohlten Leichen zweier Kinder, die Maester Luwin für Bran und Rickon hält. Im Land jenseits der Mauer ist Jon Schnee mit der gefangenen Ygritte weiterhin auf sich allein gestellt. Ygritte versucht, ihn zu verführen und erwähnt einige Details über das „Freie Volk“, wie die Wildlinge sich selbst nennen, da sie ihre Anführer wählen und diese nicht durch Geburtsrecht bestimmt werden. Mit den „ersten Menschen“, die vor Jahrtausenden im Norden erstmal Westeros betraten, haben Jon und Ygritte gemeinsame Vorfahren. Sie flüchtet und führt Jon dabei in einen Hinterhalt der Wildlinge. In Qarth ist Daenerys erzürnt über den Verlust ihrer Drachen. Eine ihrer Dienerinnen wurde ermordet, eine andere ist verschollen. Sie befiehlt Ser Jorah, ihre Drachen zu finden. Jorah sucht die maskierte Frau auf, welche weiß, wo sich die Drachen befinden. Erst als Jorah verspricht, Daenerys nie wieder zu verraten (er spionierte für Varys), erklärt sie ihm, dass der Dieb gerade bei ihr sei. Der Hexenmeister Pyat Pree gesteht, die Drachen zu besitzen und sich mit dem „König von Qarth“ verbündet zu haben, obwohl solch ein König bislang nicht existierte. Daenerys wird offenbart, dass es sich bei diesem König um Xaro Xhoan Daxos handelt, der die ganze Zeit eigene Pläne verfolgt hat. Sie töten die übrigen 11 Ratsmitglieder von Qarth und wollen Daenerys gefangen nehmen. Jorah kann rechtzeitig eingreifen. |           |                                   |                            |                      |                                       |                |                             |                 |            |
| 18 | 8         | Der Prinz von Winterfell          | The Prince of Winterfell   | 20. Mai 2012         | 12. Juli 2012                         | Alan Taylor    | David Benioff & D. B. Weiss | 3,86 Mio.       | 54 Minuten |
| In Winterfell hat Theon alle Raben getötet, um zu verhindern, dass Nachrichten zu seinen Feinden gelangen. Asha Graufreud erreicht ihren Bruder Theon, ohne ihm aber die erhoffte Verstärkung mitzubringen. Asha erklärt Theon, dass Winterfell so weit im Landesinneren nicht zu halten und die grausame Ermordung Brans und Rickons dumm gewesen sei. In Wirklichkeit sind beide Kinder noch am Leben und halten sich in der Gruft von Winterfell versteckt, zusammen mit Hodor und Osha. Maester Luwin entdeckt sie. Robb Stark beauftragt Lord Roose Bolton mit der Rückeroberung Winterfells. Gleichzeitig kommen sich Robb und Talisa näher und verbringen eine Nacht zusammen. Catelyn hat jedoch Jaime Lennister freigelassen, der von Brienne von Tarth in Richtung Königsmund geführt wird. Catelyn erhofft sich davon die Freilassung ihrer Töchter, wobei sie nicht ahnt, dass Arya entkommen und in Harrenhal untergetaucht ist. Robb hingegen macht seiner Mutter schwere Vorwürfe, da sie nun keinen Trumpf mehr gegen die Lennisters haben, und schickt Soldaten, um Jaime wieder gefangenzunehmen. Aus Winterfell erreichten sie keine neuen Nachrichten. Robb lässt den Besatzern ausrichten, dass jeder von ihnen freies Geleit erhält, wenn er sich ergibt – mit Ausnahme Theons. In Harrenhal entschließt sich Tywin Lennister, ins Feld zu ziehen – seinen Soldaten zufolge gegen Robb. Der Berg soll Harrenhal mit einer kleinen Truppe halten und die Bruderschaft aufspüren. Arya bittet Jaqen, Tywin zu töten, doch dieser macht ihr klar, dass er dies nicht rechtzeitig tun könne und drängt sie, ihm einen anderen Namen zu nennen, damit er seine Schuld begleichen könne. Arya nennt nun seinen Namen, ist aber auf Bitten Jaqens damit einverstanden, dass er ihr bei der Flucht hilft. Sie verlässt mit Gendry und dem Jungen „Heiße Pastete“ Harrenhal um Mitternacht. Die Wachen wurden alle getötet. In Königsmund bereitet man sich auf den bevorstehenden Angriff von Stannis vor. Tyrion hat für Joffrey eine Rüstung besorgt, damit dieser bei der Verteidigung bei seinen Truppen sein kann, um die Kampfmoral zu heben. Cersei hat Angst um ihren Sohn und glaubt, Tyrion setzt ihn bewusst der Gefahr aus, da er ihn nicht leiden kann. Sie nimmt Tyrions „kleine Hure“ gefangen und lässt sie als Rache dafür, dass Tyrion Myrcella nach Dorne geschickt hat, misshandeln. Alles, was Joffrey widerfahre, werde auch ihr widerfahren. Wenn er bei der Verteidigung sterbe, dann auch sie. Als Tyrion sie sehen will, zeigt Cersei jedoch statt Shae die Prostituierte Ros. Tyrion antwortet mit zwei Sätzen, an die sich Cersei noch öfter erinnern wird: „Dafür werde ich dich leiden lassen. Der Tag wird kommen, an dem du dich glücklich und in Sicherheit wähnst, doch dein Frohsinn wird vor deinen Augen wie zu Asche zerfallen.“ Anschließend eilt er zu Shae, die ihm ihre Liebe gesteht. Stannis befindet sich auf einem Schiff seiner Flotte, die nur noch einen Tag von Königsmund entfernt ist. Als er während der Belagerung von Sturmkap, das er im Krieg gegen den irren König halten sollte, fast verhungerte, rettete ihn der damalige Schmuggler Davos, der eine Schiffsladung Zwiebeln in die Festung schmuggelte. Als Dank dafür verspricht der dem jetzigen Ritter Davos, den „Zwiebelritter“, ihn zu seiner Hand zu ernennen, wenn Stannis auf dem Eisernen Thron sitzt. Im Land jenseits der Mauer ist Jon Schnee ein Gefangener der Wildlinge, ebenso wie nun auch Qhorin. Dieser will einen Mann der Nachtwache bei den Wildlingen als Agenten einschleusen, um sie von innen zu bekämpfen, und beginnt einen Streit mit Jon. In Qarth will Daenerys ihre Drachen zurückerhalten. Jorah hat jedoch ein Schiff ausgemacht, das am nächsten Tag nach Astapor aufbrechen soll. |           |                                   |                            |                      |                                       |                |                             |                 |            |
| 19 | 9         | Schwarzwasser                     | Blackwater                 | 27. Mai 2012         | 19. Juli 2012                         | Neil Marshall  | George R. R. Martin         | 3,38 Mio.       | 55 Minuten |
| Die gesamte Episode spielt in Königsmund, kurz vor, während und kurz nach der entscheidenden Schlacht auf dem Fluss Schwarzwasser und dem folgenden Angriff auf die Hauptstadt. In der Stadt hat man sich so gut wie möglich auf den Angriff Stannis Baratheons vorbereitet, doch dieser verfügt über überlegene Kräfte. Cersei ist bereit, sich und ihre Kinder sowie Sansa eher zu töten als in die Hände des Siegers fallen zu lassen, da Stannis sie vermutlich verbrennen würde. Von Pycelle erhält sie Nachtschattenessenz, ein starkes Schlafmittel, das auch als Gift verwendet werden kann. Varys ist über die neue Religion von Stannis besorgt und hofft daher auf dessen Niederlage. Tyrion Lennister lehnt es ab, im Notfall zu fliehen. Er erhält von Varys eine Karte mit geheimen Tunneln der Stadt. Die Baratheon-Flotte erleidet schwere Verluste, als sie mit Seefeuer in Brand gesetzt wird. Der Sohn von Davos stirbt im Feuer. Dennoch gelingt es Stannis, Truppen an Land zu setzen. Er erklimmt mit einer Leiter die erste Mauer. Der Bluthund führt durch das Tor den Gegenangriff, bei dem Lancel Lennister von einem Pfeil in der Schulter getroffen wird und sich zu Cersei zurückzieht. Sie befindet sich im Roten Bergfried mitsamt den adeligen Damen und ihren Dienerinnen. Als Lancel ihr berichtet, dass Stannis direkt vor den Toren mit einer überlegenen Armee steht, schickt sie ihn, um Joffrey zu holen. Vor den Toren gibt es zahlreiche Brände, einerseits wegen des Seefeuers, andererseits aufgrund der von den Verteidigern verwendeten Brandpfeile. Als ein bereits brennender Mann auf den Bluthund losstürmt und direkt vor diesem tödlich getroffen zu Boden sinkt, verlässt dieser das Schlachtfeld, da er seit seiner Jugend Angst vor Feuer hat. (Sein großer Bruder, der Berg, hatte sein Gesicht auf glühende Kohlen gedrückt und es damit grauenvoll entstellt). Die Verteidiger ziehen sich hinter die Tore zurück und versperren sie, woraufhin Stannis einen Rammbock einsetzen lässt. Joffrey flieht schließlich mit Lancel zu seiner Mutter, was die Moral der Lennister-Truppen schwächt. Sansa geht in ihre eigenen Quartiere, da sie von Stannis weniger zu befürchten hat als von Cersei. Dort findet sie den Bluthund. Er möchte „irgendwo hin, wo es nicht brennt“ und bietet Sansa an, sie nach Winterfell zu geleiten. Diese lehnt jedoch ab, und der Bluthund verlässt sie. Tyrion zeichnet sich bei der folgenden Verteidigung der Hauptstadt aus und führt den Gegenangriff durch einen der geheimen Tunnel an, um die Gegner von hinten anzugreifen. Er wird aber durch einen Mordanschlag eines Angehörigen der Königsgarde schwer verwundet. Als der Gardist zum tödlichen Schlag ausholt, wird er von Podrick erstochen. Die Lennisters scheinen zu verlieren, da weitere Angriffswellen erscheinen, als plötzlich Entsatztruppen der Lennisters und der Tyrells, die sich ihnen nun angeschlossen haben, unter dem Kommando Tywins eintreffen. Stannis erleidet eine vernichtende Niederlage, wird aber von seinen eigenen Soldaten zur Flucht gezwungen. |           |                                   |                            |                      |                                       |                |                             |                 |            |
| 20 | 10        | Valar Morghulis                   | Valar Morghulis            | 3. Juni 2012         | 26. Juli 2012                         | Alan Taylor    | David Benioff & D. B. Weiss | 4,20 Mio.       | 63 Minuten |
| In Königsmund wird der Sieg über Stannis gefeiert. Tywin Lennister lässt sich als Retter der Stadt inszenieren, reitet in voller Rüstung in den Thronsaal und wird von Joffrey vor den Augen der Tyrells und Lennisters zur neuen Hand ernannt. Joffrey gibt Petyr Baelish zum Dank dafür, die Tyrells als Verbündete gewonnen zu haben, Harrenhall mitsamt den damit verbundenen Ländereien und Titeln. Die Verlobung mit Sansa wird gelöst, stattdessen will Joffrey nun Margaery heiraten. Baelish bietet Sansa an, sie nach Hause zu bringen, doch diese lehnt ab. Lord Varys erklärt Tyrion, dass der Anschlag während der Schlacht auf Befehl Cerseis erfolgte und Tyrions Rolle bei der erfolgreichen Verteidigung der Hauptstadt wohl vertuscht werden wird. Tyrion entschließt sich dennoch, am Hof zu bleiben. Bronn wurde als Hauptmann der Stadtwache entlassen, die Männer der Bergstämme, die für Tyrion kämpften, wurden von Tywin entlohnt und nach Hause geschickt. Varys bietet Ros, der Prostituierten, die für Baelish arbeitet, an, stattdessen für ihn zu arbeiten. Jaime und Brienne sind weiterhin auf dem Weg nach Süden. Als drei Soldaten der Starks Jaime erkennen, tötet Brienne sie, um ihn sicher nach Königsmund geleiten zu können, wie sie Catelyn versprochen hat. Robb und Talisa heiraten, womit Robb jedoch seinen Eid gegenüber dem Haus Frey gebrochen hat. Arya, Gendry und „heiße Pastete“ sind auf der Flucht; Jaqen H’ghar offenbart Arya, dass er zu den „gesichtslosen Männern“ von Braavos gehört, und bietet ihr an, sie dort auszubilden. Da sie ablehnt, gibt er ihr eine spezielle Münze und ein Losungswort und verabschiedet sich von ihr, nachdem er sein Gesicht gewechselt hat. In Winterfell wird Theon von Truppen des Hauses Bolton belagert. Theon will sich in einem letzten verzweifelten Kampf stellen, doch seine Männer verraten ihn und verwunden Maester Luwin schwer. Als Bran, Rickon, Osha und Hodor wieder aus der Gruft herauskommen, stellen sie fest, dass Winterfell abgebrannt und eine Ruine ist. Der sterbende Maester Luwin gibt ihnen den Rat, zur Mauer zu gehen, da dort Brans Bruder Jon ist, wo er sicherer ist als bei Robb im Krieg. Stannis Baratheon ist nach Drachenstein zurückgekehrt und ist wütend auf Melisandre, die die Niederlage nicht hat kommen sehen. Melisandre jedoch erklärt ihm, dass der Krieg noch lange nicht vorbei sei. Im Land jenseits der Mauer schließt sich Jon zum Schein den Wildlingen an, wofür er aber Qhorin töten muss, um überzeugend zu wirken. Währenddessen werden die Männer der Nachtwache in ihrem Lager von den „Weißen Wanderern“ und Untoten angegriffen. In Qarth begibt sich Daenerys in das Haus der Unsterblichen. Der Magier zeigt ihr verschiedene Illusionen: den zerstörten, verschneiten Thronsaal in Königsmund, die Mauer und Drogo mit ihrem Kind, das in dieser Vision lebt. Sie erhält schließlich ihre Drachen zurück und rächt sich an dem Hexer Pyat Pree, den sie von ihren Drachen verbrennen lässt. Anschließend dringt sie in das Haus von Xaro Xhoan Daxos ein und lässt ihn zusammen mit ihrer verräterischen Dienerin Doreah in der leeren Schatzkammer einsperren. Daenerys, Jorah und die Dothraki nehmen die goldenen Weinbecher, Statuen und andere Kostbarkeiten aus der Stadt, um damit Schiffe zu bezahlen. |           |                                   |                            |                      |                                       |                |                             |                 |            |

## Beispiele für Unterschiede zum Buch
Der Norden vergisst nicht (2.01)
- Im Buch kommt es zu keiner direkten Unterredung zwischen Robb Stark und Jaime Lennister. Im Buch ist Jaime zudem ein Gefangener in Schnellwasser.
- Alton Lennister ist eine neue Figur und ersetzt Cleos Frey aus dem Buch.
- Petyr Baelish konfrontierte im Buch Cersei nie direkt mit den Anschuldigungen bezüglich des Inzests.

Die Nachtlande (2.02)
- Der Name von Theons Schwester ist in den Büchern Asha, in der Serie im Original Yara, um eine Verwechselung mit Osha zu verhindern (in der deutschen Synchronisation wieder Asha).
- In den Büchern wird ein sexuelles Verhältnis zwischen Melisandre und Stannis Baratheon nicht explizit erwähnt.

Was tot ist, kann niemals sterben (2.03)
- Die Homosexualität Renlys wird in der Serie offen gezeigt. Dass Margaery davon wusste, wird zudem im Buch nie explizit erwähnt.
- Im Buch wird Margaery eher als zurückhaltend beschrieben. Erst im dritten englischen Originalband wird deutlich, dass sie über politischen Instinkt verfügt.

Garten der Knochen (2.04)
- Im Buch ist Lord Roose Bolton Kommandeur von Robbs Südarmee und begleitet ihn nicht auf seinem Feldzug im Westen.
- Talisa ist ein neuer Charakter, der nicht in den Büchern vorkommt; dort nimmt Jeyne Westerling eine ähnliche Rolle ein.
- Petyr Baelish reist im Buch nicht zu Renly und trifft auch nicht mehr auf Catelyn.

Der Geist von Harrenhal (2.05)
- Im Buch arbeitet Arya unter den Lennisters in Harrenhal nicht als Leibdienerin von Lord Tywin.
- Meera und Jojen Reet kommen in der Serie erst in Staffel 3 vor; dafür hat Bran Stark zusätzliche prophetische Träume.

Alte und neue Götter (2.06)
- Ser Rodrik stirbt im Buch unter anderen Umständen.
- Im Buch lässt Jon Schnee Ygritte absichtlich entkommen und verliert nicht den Anschluss an seine Gruppe.
- Petyr Baelish, Lord von Harrenhal, betritt dieses nicht.
- Im Buch werden Daenerys Targaryens Drachen nicht gestohlen.

Ein Mann ohne Ehre (2.07)
- Die missglückte Flucht Jaimes wird im Buch von seinem Bruder Tyrion organisiert, der hierfür eigene Leute in eine Gruppe Unterhändler einschleust. Jaime tötet dabei auch nicht den mitgefangenen Verwandten.
- Im Buch wird Jon nicht von Ygritte, die dort nicht seine Gefangene ist, in eine Falle gelockt.
- Im Buch führt Xaro Xhoan Daxos keinen Putsch in Qarth durch.

Der Prinz von Winterfell (2.08)
- Robb beauftragt im Buch nicht Roose Boltons unehelichen Sohn Ramsay mit der Rückeroberung Winterfells; dieser unternimmt dies auf eigene Faust und verfolgt damit andere Ziele.
- Statt wie im Buch für Jeyne Westerling entwickelt Robb Gefühle für eine Frau namens Talisa und beginnt ein Verhältnis mit ihr.

Schwarzwasser (2.09)
- Der Angriff in der Serie weicht leicht von dem im Buch ab, wo sich ein Landheer der Baratheons auf der anderen Seite des Flusses zum Angriff bereit macht.
- Anders als im Buch wird Tyrion während der Schlacht nicht die komplette Nase abgeschlagen. Er trägt lediglich eine Narbe im Gesicht davon.

Valar Morghulis (2.10)
- Die Handlung in Qarth weicht an mehreren Stellen von der Buchhandlung ab. Im Buch ist Xaro Xhoan Daxos nicht König von Qarth, und auf Daenerys warten dort drei Schiffe des Magisters Mopatis aus Pentos, um sie dorthin zurückzubringen.
- Im Buch wird Theon nicht von seinen eigenen Männern betrogen, sondern von Ramsey Schnee, der sich als unehelicher Sohn Lord Roose Boltons entpuppt und der in Winterfell Feuer legen lässt.
- In den Büchern heiratet Robb nicht Talisa, sondern die Adlige Jeyne Westerling.